# 阿耳卡狄亚平原
阿耳卡狄亚平原，火星上一個在地質年代亞馬遜紀火山活動後由平坦熔岩流形成的平原。1882年喬凡尼·斯基亞帕雷利以古希臘的阿耳卡狄亚命名。

## 地質狀況
阿耳卡狄亚平原的熔岩流和小型火山渣錐被認為是在亞馬遜紀時形成。阿耳卡狄亚平原在比較近的年代中發展了大區域的風成物質，而這些物質是來自冰緣。
阿耳卡狄亚平原位於火星北半球低地，塔爾西斯高原西北方；位於刻布壬尼亚區，橫跨北緯40-60°，西經150-180°，中心位於46°42′N 192°00′E / 46.7°N 192.0°E。阿卡迪亞平原的特徵是越向北方的表面越少撞擊坑，而向南方則逐漸轉型成有大量撞擊坑的古老高地。
其東側則是巨大的火山阿尔巴山。
當地相對於火星大地水準面的高程在0至-3公里之間。
阿耳卡狄亚平原大部分區域是低地，但有一區發現了槽溝和半平行的山嶺。這代表接近表面的物質在緩慢移動；地球上類似特徵的地形會因為地層之間的地下水冰凍和解凍的循環而繒家移動速度。這是有力證據表示火星該區域可能有地下水。這個區域讓科學家對此有興趣進行更進一步研究。

## 相關

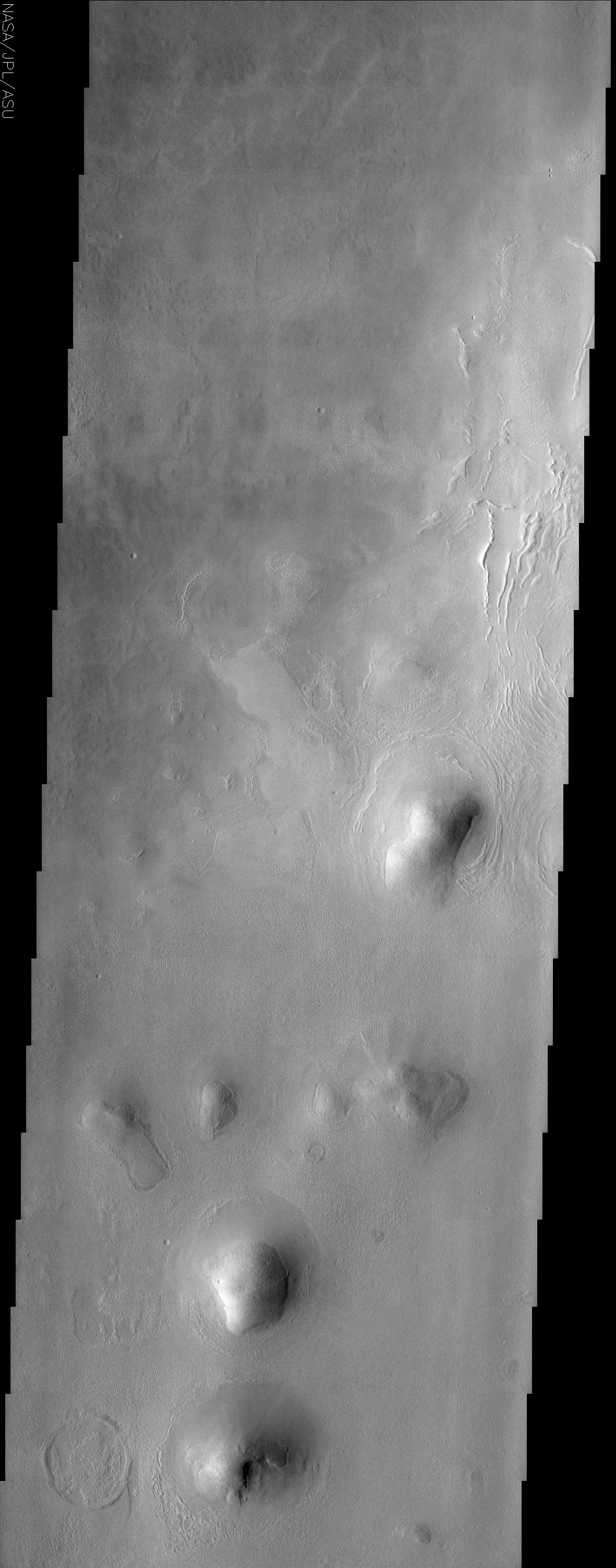

有一個專門讓Linux作業系統使用者瀏覽網頁叫做JCM Arcadia Planitia，名字就來自於阿耳卡狄亚平原。

## 外部連結
- Google Mars zoomable map centered on Arcadia Planitia （页面存档备份，存于）